# Едуард Москаљов
Едуард Михајлович Москаљов (укр. Едуард Михайлович Москальов; 22. децембар 1973) је генерал мајор у Копненој војсци Украјине и командант украјинске војне администрације у Курској области.

## Каријера
Москаљов је постављен за начелника штаба украјинске оперативне команде Исток 2019. године. Од марта 2022. до фебруара 2023. године је био командант Антитерористичке операционе зоне, када је разрешен без јавног објашњења. У марту 2023. године постављен је за команданта ОСУ Одеса.
У августу 2024. године, Москаљов је именован за војног команданта територије Курске области која је окупирана од стране Украјине током борби у Курској области.

## Одликовања
Москаљов је одликован са орденом Богдана Хмељницког трећег степена 29. септембра 2014. године за личну храброст и херојство, исказаних у одбрани државног суверенитета и територијалног интегритета Украјине и другим степеном ордена Богдана Хмељницког 19. марта 2022. године, за личну храброст и несебичне акције показане у одбрани државног суверенитета и територијалног интегритета Украјине и верност војној заклетви.